# Notación de índices abstracta
La notación de índices abstracta (también conocida como notación de índices de nombrado de ranuras) es un tipo de notación matemática utilizada en los campos de los tensores y de los espinores, que utiliza índices para indicar sus tipos, en lugar de sus componentes en una base particular. Los índices son meros marcadores de posición, no están relacionados con ninguna base y, en particular, no son numéricos. Por tanto, no deben confundirse con los índices utilizados en el cálculo de Ricci. La notación fue introducida por Roger Penrose como una forma de utilizar los aspectos formales del convenio de suma de Einstein para compensar la dificultad de describir contracción de índices y la diferenciación covariante en la notación tensorial abstracta moderna, preservando al mismo tiempo la covarianza explícita de las expresiones involucradas.

## Definición
Sea {\displaystyle V} un espacio vectorial y {\displaystyle V^{*}} su espacio dual. Considérese, por ejemplo, un tensor covariante de orden 2 {\displaystyle h\in V^{*}\otimes V^{*}}. Entonces, {\displaystyle h} se puede identificar con una forma bilineal en {\displaystyle V}. En otras palabras, es una función de dos argumentos en {\displaystyle V} que se pueden representar como un par de ranuras:
{\displaystyle h=h(-,-).}
La notación de índice abstracta es simplemente un etiquetado de las ranuras con letras latinas, que no tienen ningún significado aparte de su designación como etiquetas de las ranuras (es decir, no son numéricas):
{\displaystyle h=h_{ab}.}
Una contracción tensorial (o traza) entre dos tensores se representa mediante la repetición de una etiqueta de índice, donde una etiqueta es contravariante (un "superíndice" correspondiente al factor {\displaystyle V}) y una etiqueta es covariante (un "subíndice" correspondiente al factor {\displaystyle V^{*}}). Así, por ejemplo,
{\displaystyle t_{ab}{}^{b}}
es la traza de un tensor {\displaystyle t=t_{ab}{}^{c}} sobre sus dos últimas ranuras. Esta forma de representar las contracciones tensoriales mediante índices repetidos es formalmente similar al convenio de suma de Einstein. Sin embargo, como los índices no son numéricos, no implican una suma. Más bien corresponden a la operación de seguimiento abstracta independiente de la base (o emparejamiento natural) entre factores tensoriales de tipo {\displaystyle V} y los de tipo {\displaystyle V^{*}}.

## Índices abstractos y espacios tensoriales
Un tensor homogéneo general es un elemento de un producto tensorial de copias de {\displaystyle V} y de {\displaystyle V^{*}}, como
{\displaystyle V\otimes V^{*}\otimes V^{*}\otimes V\otimes V^{*}.}
Ahora, se etiqueta cada factor en este producto tensorial con una letra latina en una posición elevada (superíndice) para cada factor {\displaystyle V} contravariante y en una posición baja (subíndice) para cada posición {\displaystyle V^{*}} covariante. De esta manera, se escribe el producto como
{\displaystyle V^{a}V_{b}V_{c}V^{d}V_{e}}
o simplemente
{\displaystyle V^{a}{}_{bc}{}^{d}{}_{e}.}
Las dos últimas expresiones denotan el mismo objeto que la primera. Los tensores de este tipo se denotan mediante una notación similar, como por ejemplo:
{\displaystyle h^{a}{}_{bc}{}^{d}{}_{e}\in V^{a}{}_{bc}{}^{d}{}_{e}=V\otimes V^{*}\otimes V^{*}\otimes V\otimes V^{*}.}

## Contracción
En general, siempre que se presentan un factor contravariante y un factor covariante en un producto tensorial de espacios, se produce una aplicación de "contracción" (o "traza") asociado. Por ejemplo,
{\displaystyle \mathrm {Tr} _{12}:V\otimes V^{*}\otimes V^{*}\otimes V\otimes V^{*}\to V^{*}\otimes V\otimes V^{*}}
es la traza en los dos primeros espacios del producto tensorial y
{\displaystyle \mathrm {Tr} _{15}:V\otimes V^{*}\otimes V^{*}\otimes V\otimes V^{*}\to V^{*}\otimes V^{*}\otimes V}
es la traza del primer y del último espacio.
Estas operaciones de traza se indican en los tensores mediante la repetición de un índice. Así, la primera aplicación de trazas viene dada por
{\displaystyle \mathrm {Tr} _{12}:h{}^{a}{}_{b}{}_{c}{}^{d}{}_{e}\mapsto h{}^{a}{}_{a}{}_{c}{}^{d}{}_{e}}
y la segunda por
{\displaystyle \mathrm {Tr} _{15}:h{}^{a}{}_{b}{}_{c}{}^{d}{}_{e}\mapsto h{}^{a}{}_{b}{}_{c}{}^{d}{}_{a}.}

## Trenzado
Para cualquier producto tensorial en un solo espacio vectorial, existen aplicaciones de trenzado asociadas. Por ejemplo, la aplicación de trenzado
{\displaystyle \tau _{(12)}:V\otimes V\rightarrow V\otimes V}
intercambia los dos factores tensoriales (de modo que su acción sobre tensores simples viene dada por {\displaystyle \tau _{(12)}(v\otimes w)=w\otimes v}). En general, las aplicaciones de trenzado están en correspondencia uno a uno con elementos del grupo simétrico, y actúan permutando los factores tensoriales. Aquí, se usa {\displaystyle \tau _{\sigma }} para denotar la aplicación de trenzado asociada a la permutación {\displaystyle \sigma } (representada como un producto de permutaciones cíclicas disjuntas).
Las aplicaciones de trenzado son importantes en geometría diferencial, por ejemplo, para expresar la identidad de Bianchi. Aquí se denota por {\displaystyle R} el tensor de Riemann, considerado como un tensor en {\displaystyle V^{*}\otimes V^{*}\otimes V^{*}\otimes V}. La primera identidad de Bianchi afirma entonces que
{\displaystyle R+\tau _{(123)}R+\tau _{(132)}R=0.}
La notación de índices abstracta maneja el trenzado de la siguiente manera. En un producto tensorial particular, se fija un orden de los índices abstractos (normalmente se trata de un orden lexicográfico). Entonces, el trenzado se representa en la notación permutando las etiquetas de los índices. Así, por ejemplo, con el tensor de Riemann
{\displaystyle R=R_{abc}{}^{d}\in V_{abc}{}^{d}=V^{*}\otimes V^{*}\otimes V^{*}\otimes V,}
la identidad de Bianchi se convierte en
{\displaystyle R_{abc}{}^{d}+R_{cab}{}^{d}+R_{bca}{}^{d}=0.}

## Antisimetrización y simetrización
Un tensor general puede estar antisimetrizado o simetrizado, y existe una notación correspondiente.
La notación se puede mostrar con un ejemplo. Se antisimetriza el tensor de tipo (0,3) {\displaystyle \omega _{abc}}, donde {\displaystyle \mathrm {S} _{3}} es el grupo simétrico de tres elementos.
{\displaystyle \omega _{[abc]}:={\frac {1}{3!}}\sum _{\sigma \in \mathrm {S} _{3}}(-1)^{{\text{sgn}}(\sigma )}\omega _{\sigma (a)\sigma (b)\sigma (c)}}
De manera similar, se puede simetrizar
{\displaystyle \omega _{(abc)}:={\frac {1}{3!}}\sum _{\sigma \in \mathrm {S} _{3}}\omega _{\sigma (a)\sigma (b)\sigma (c)}}